# Il Boemo
Il Boemo (literalment "La bohèmia") és una pel·lícula de 2022 sobre la vida i la carrera del compositor txec Josef Mysliveček (1737–1781), dirigit per Petr Václav. Mysliveček va ser un dels compositors d'òpera seria més aclamats i prolífics a Itàlia durant la segona meitat del segle XVIII, i mentor i amic de Wolfgang Amadeus Mozart. La pel·lícula és protagonitzada per Vojtěch Dyk, Elena Radonicich, Barbara Ronchi i Lana Vlady. La música de la pel·lícula ha estat gravada pel conjunt txec Collegium 1704 dirigit per Václav Luks, amb solistes internacionals com Philippe Jaroussky, Emöke Baráth, Raffaella Milanesi i Simona Šaturová. Va ser seleccionada com a entrada txeca a la millor pel·lícula internacional als Premis Oscar de 2022. Es va estrenar al Festival Internacional de Cinema de Sant Sebastià 2022 el 19 de setembre de 2022. Ha estat doblada i subtitulada al català.

## Repartiment
- Vojtěch Dyk com a Josef Mysliveček
- Barbara Ronchi com a Caterina Gabrielli
- Lana Vladi com a Anna Fracassati
- Elena Radonicich com a marchesa
- Diego Pagotto com a Orfeo Crispi
- Philip Hahn com a Wolfgang Amadeus Mozart

## Producció
La pel·lícula està coproduïda per la República Txeca, Itàlia i Eslovàquia, i va comptar amb el suport, entre d'altres, del Czech Film Fund, el Ministeri de Cultura italià i el Slovak Audiovisual Fund; el productor és Jan Macola i Mimesis Film, els coproductors són Marco Alessio (Dugong Film) a Itàlia, Marek Urban (sentimentalfilm) a Eslovàquia i Czech Television i MagicLab a la República Txeca.
Petr Václav ha destacat Barry Lyndon de Stanley Kubrick, en relació al treball de càmera, la il·luminació i l'estil narratiu, i Amadeus de Miloš Forman, pel que fa al treball amb l'òpera i la música, com a referents cinematogràfics particulars.